# AWO-Junioruniversität
Die AWO-Junioruniversität war eine Bildungsinstitution in Salzgitter, die als gemeinnützige GmbH betrieben wurde.
Zwischen 2003 und Ende 2012 förderte die Junioruniversität in der Region Braunschweig den wissenschaftlichen und künstlerischen Nachwuchs. Die Junioruniversität bot Seminare rund um die Themen Energie, Umwelt und Mobilität für fünf- bis 19-Jährige an. Unter dem Motto „Kinder sind von Natur aus neugierig“ sollte das Interesse an technischen Zusammenhängen gefördert werden. Mit dem Angebot sollte für Umweltthemen sensibilisiert und für einen bewussten Umgang mit den fossilen Energieträgern geworben werden.
Zusätzlich sollten möglichst viele Kinder und Jugendliche aus der Region die Möglichkeit erhalten, sich mit aktuellen Themen aus Naturwissenschaften, Technik, Gesellschafts-, Sozial- und Wirtschaftswissenschaften zu beschäftigen, um das Interesse an wissenschaftlicher Arbeit und einem Hochschulstudium zu fördern.
Im Jahr 2007 erhielt die Junioruniversität die Anerkennung als offizielles Projekt im Rahmen der Weltdekade „Bildung für eine nachhaltige Entwicklung“ von der UNESCO.
Ende 2010 schlossen die Stadt Salzgitter, die Ostfalia Hochschule für angewandte Wissenschaften und die AWO eine Kooperationsvereinbarung, die die Zusammenarbeit den Beteiligten regelte. Die AWO und die Volkshochschule Salzgitter sollten vorrangig Schulen und Kindergärten betreuen. Die AWO bot Seminare und Laborübungen zu naturwissenschaftlichen Themen und die Volkshochschule zu geisteswissenschaftlichen Fragestellungen an. An der Hochschule sollten Veranstaltungen im Stil einer Vorlesung einen Einblick ins Studium bieten.
Die Stadt Salzgitter bezuschusste die Junioruniversität jährlich mit 40.000 Euro, außerdem erhielt sie 25.500 Euro vom Energieversorger WEVG.
Nachdem die Stadt den Mietvertrag für die Unterrichtsräume für Ende August 2012 kündigte, musste eine Vielzahl von Angeboten abgesagt werden, da keine geeigneten Ausweichmöglichkeiten gefunden werden konnten. Im September 2012 hob die Stadt die Kooperationsvereinbarung auf, was zur Auflösung der Junioruniversität zum Jahresende führte. Auch die Zusammenarbeit mit den Schulen wurde eingestellt.
In den neun Jahren ihres Bestehens hielt die Junioruniversität über 1000 Veranstaltungen ab und verzeichnete zuletzt 7586 Teilnehmertage.